# Myrianida quindecimdentata
Myrianida quindecimdentata är en ringmaskart som först beskrevs av Langerhans 1884.  Myrianida quindecimdentata ingår i släktet Myrianida och familjen Syllidae. Arten är reproducerande i Sverige. Inga underarter finns listade i Catalogue of Life.